# Genta Ismajli
Gentiana Ismajli, connue sous le nom de Genta Ismajli, est une chanteuse kosovare d'origine albanaise, née le 12 avril 1984. Elle devint célèbre en Albanie et autres régions albanophones, avec la chanson Kthehu (Come back). Elle chantait alors dans un show télévisé à RTK (Radio Television of Kosovo). Elle a vécu quelques années aux États-Unis, avant d'aller au Kosovo dans l'intention d'y rester pour de bon. Elle a participé à plusieurs concours de musique, autant en Albanie qu'au Kosovo.
Gentiana chante les chansons pop les plus en vogue, similaires aux autres chansons pop des Balkans.  

## Biographie
La famille de Gentiana a émigré immédiatement vers Chicago aux États-Unis après sa naissance. À 19 ans, Gentiana est retournée au Kosovo où elle a lancé sa carrière en 2004 avec son premier single Kthehu («Reviens»). Le clip vidéo de la chanson Kthehu a été tourné à Chicago.  
En 2005, elle a remporté le concours de musique Kenga Magjike (La chanson magique) avec le single Nuk Dua Tjetër («Je ne veux pas un autre").

## Albums
- 2004 : Mos më shiko, "Ne me regarde pas"
- 2005 : Më e forta jam unë, "Je suis la plus forte"
- 2006 : Posesiv, "Possessive"
- 2008 : Pa pardon, "Sans pardon"
- 2009 : Zero Zero
- 2011 : Guximi, "Courage"
- 2012 : Ole, ole

## Singles
2003
- Kthehu

2004
- Dridhem
- Pranoje
- S'mund ma then
- Mos më shiko

2005
- Per ty Jam e Vdekur
- S'do te Pres
- Pse të dua ty
- Luj me mu
- Unë Jam fati yt

2006
- Mpuq Mpuq
- Posesiv
- Nje Lutje
- Lutem
- E Kam Shpirtin Explosiv

2007
- Me Hare
- Krejt e din  feat. Getoar Selimi

2008
- Sa ilaqe
- Skllav ti kurr s'do jesh

2009
- Një panter i zi
- Një herë në vit

2010
- E pamundur
- Nr. 1
- Shkune tune

2011
- Pini sonte
- Pse ike
- Pa ty
- Guximi
- Hajde qa po pret

2012
- Ole Ole

2013
- E kam provuar
- Si ty nuk ka

2014
- Anuloje
- Feel

2016 
Squat baby 
Shake it 